# 接吻短額鮃
接吻短額鮃為輻鰭魚綱鰈形目鰈亞目鮃科的其中一種，為熱帶海水魚，分布於東印度洋澳洲西部海域，棲息深度12-36公尺，體長可達10.3公分，棲息在底層水域，生活習性不明。

## 扩展阅读
維基物種上的相關：接吻短額鮃